# Eikenprocessierups
Eikenprocessierups of eikenprocessievlinder (Thaumetopoea processionea) is de naam van een nachtvlinder uit de familie van tandvlinders (Notodontidae). De soort komt voor in delen van Europa en Azië. Het leefgebied bestaat uit streken waar eikenbomen groeien, dit zijn de waardplanten van het rups- of larvestadium van de vlinder.
De volwassen vlinder is vrij onopvallend, hij heeft bruine voorvleugels en lichtere achtervleugels. De lichaamslengte is ongeveer veertien tot zeventien millimeter, vrouwtjes worden iets groter dan de mannetjes. De vlinder is voornamelijk bekend vanwege de rups. Het dier overwintert in het ei-stadium en wordt in het voorjaar actief.
De rups is behaard en een deel van de beharing bestaat uit zogenaamde brandharen. Deze worden gebruikt ter verdediging tegen vijanden zoals insectenetende zoogdieren. Als de rupsen of het nest waarin ze zich bevinden of bevonden wordt verstoord, worden de microscopisch kleine brandharen afgegeven aan de lucht. Deze kunnen hevig irriterende ontstekingsreacties aan huid en slijmvliezen veroorzaken. Als de haren worden ingeademd kan dit in extreme gevallen zelfs levensbedreigend zijn. Ook huisdieren zoals honden en vee kunnen nadelige gevolgen ondervinden als ze in contact komen met de rupsen. De rups wordt daarom als een plaaginsect beschouwd.
De eikenprocessierups werd sinds het begin van de jaren negentig steeds algemener in België en Nederland. Het aantal meldingen van overlast nam in de loop der jaren sterk toe en betrof een steeds groter gebied; het dier vestigde zich steeds noordelijker. In de zomer van 2019 verdriedubbelde het aantal meldingen ten opzichte van voorgaande jaren.

## Naam en indeling
De naam eikenprocessierups is van toepassing op de rups en de vlindersoort, die ook onder andere Nederlandstalige namen bekend staat: met name eikenprocessievlinder en eikenprocessierupsvlinder maar ook wel processierups, gewone processierupsvlinder en eike-processiespinner.
Ook in andere talen wordt de vlinder genoemd naar de processievormende rupsen in combinatie met de specifieke waardplant; de eik. Voorbeelden zijn het Engelse 'oak processionary moth', het Duitse 'Eichen-prozessionsspinner', het Deense 'ege-processionsspinder' en het Franse 'processionnaire du chêne'.
De wetenschappelijke naam van de vlinder werd voor het eerst voorgesteld door Carl Linnaeus in 1758. Oorspronkelijk werd de wetenschappelijke naam Bombyx processionea gebruikt, en later werd de vlinder beschreven onder de namen Cnethocampa processionea en Phalaena processionea.
De soortaanduiding processionea betekent vrij vertaald 'processievormend'.
De eikenprocessierups behoort tot de vlinderfamilie tandvlinders (Notodontidae) en de onderfamilie processievlinders (Thaumetopoeinae). Lange tijd werd deze laatste groep als een aparte familie gezien (Thaumetopoeidae), maar dit wordt beschouwd als verouderd. Het geslacht Thaumetopoea waartoe de vlinder behoort omvat ongeveer een half dozijn tot een dozijn soorten, afhankelijk van de bron die men gebruikt.

### Ondersoorten
Er worden twee ondersoorten onderscheiden die verschillen in het uiterlijk en het verspreidingsgebied. De ondersoort Thaumetopoea processionea pseudosolitaria werd in 1951 wetenschappelijk beschreven door Franz Daniel, Walter Forster en Ludwig Osthelder. Deze ondersoort wordt echter niet door alle wetenschappers erkend. Sommige biologen vinden dat T. p. pseudosolitaria slechts een lokale variatie is in plaats een aparte ondersoort.
De ondersoorten zijn in onderstaande tabel weergegeven, met de auteur en het verspreidingsgebied.
| Naam                                      | Auteur                            | Verspreidingsgebied                 |
| ----------------------------------------- | --------------------------------- | ----------------------------------- |
| Thaumetopoea processionea processionea    | Linnaeus, 1758                    | De rest van het verspreidingsgebied |
| Thaumetopoea processionea pseudosolitaria | Daniel, Forster & Osthelder, 1951 | Israël (Hermonberg)                 |

## Uiterlijke kenmerken

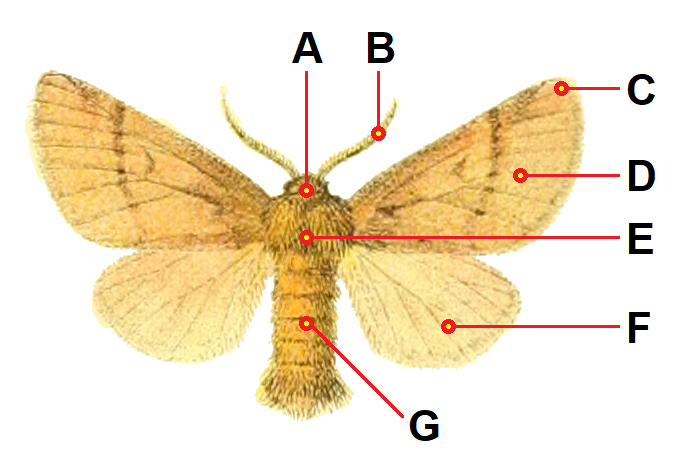
De belangrijkste lichaamsdelen van de vlinder.

### Vlinder
De volwassen vlinder is een onopvallende nachtvlinder die zeer goede schutkleuren heeft. De spanwijdte van de vleugels varieert van 2,5 tot 3,5 centimeter, waarmee de eikenprocessierups een vrij kleine soort is.
Mannetjes hebben een breedte van de voorvleugel van ongeveer veertien tot zestien millimeter. De voorvleugels zijn geel tot grijs en hebben meestal drie afstekende en grillig gevormde donkere dwarsbanden. In het midden van de voorvleugel is een komma-achtige donkere vlek gelegen. De achtervleugels zijn lichter gekleurd tot grijswit. De basis van zowel de voor- als de achtervleugel is duidelijk lichter van kleur. De vrouwtjes worden iets groter en bereiken een breedte van de voorvleugel van zestien tot zeventien millimeter. Vrouwtjes hebben in principe dezelfde kleur als de mannetjes maar overwegend wat lichter. De mannetjes hebben duidelijk geveerde antennes, die bij de vrouwtjes ontbreken. De voorvleugelpunt of apex heeft geen afwijkende kleuren zoals bij veel andere vlinders het geval is.
De voorvleugels zijn bij exemplaren uit het Midden-Oosten duidelijk lichter van kleur in vergelijking met de vlinders uit West-Europa. De achtervleugels zijn zelfs bijna wit, terwijl die van de Europese soorten grijs zijn.

### Rups
De net uitgeslopen rupsjes zijn enkele millimeters lang. Ze zullen uiteindelijk een lichaamslengte bereiken van 2-3 centimeter. De rups is blind en heeft geen functionele ogen, ook de reukzin is waarschijnlijk weinig ontwikkeld. Rupsen in het eerste ontwikkelingsstadium zijn oranje tot bruine en hebben een verhoudingsgewijs grote kop, deze is donker tot zwart. De lichaamsbeharing is nog kort en ze hebben geen brandharen.
Oudere rupsen zijn bruingrijs tot blauwgrijs, de flanken zijn lichter tot grijsachtig wit. De onderzijde is groengrijs, inclusief de pseudopoten. Deze bestaan uit niet-gelede, ongesegmenteerde poten. De gelede poten aan de voorzijde van het lichaam zijn bruin tot zwart. Ook de kop is donkerbruin tot zwart. Op ieder lichaamssegment zijn tien bultachtige uitsteeksels gelegen. Twee rijen wratachtige uitstulpingen aan de flanken zijn oranje tot bruinrood. Hieruit steken opvallende, lange en licht gekleurde tot witte haren die tot een centimeter lang kunnen zijn. Dit zijn niet de brandharen. Op het vierde tot en met twaalfde lichaamssegment is aan de rugzijde een donkere vlek aanwezig die een fluweelachtige beharing heeft. Deze haartjes zijn veel kleiner dan de beharing die uit de bultjes op de rug ontspruit, ze zijn alleen goed zichtbaar met een loep. Dit zijn de brandharen, hun lengte varieert van 0,1 tot 0,3 millimeter.

### Onderscheid met andere soorten
De eikenprocessierups is niet de enige soort die nesten maakt, veel vlinders uit verschillende families maken een nest, zoals de vogelkersstippelmot die tot de familie stippelmotten behoort. Dat de rupsen in groepen voorkomen is ook geen bijzonderheid, veel vlindersoorten zoeken elkaar in het rups-stadium op om zich te beschermen tegen vijanden. De processie-achtige manier waarop de groep van rupsen zich voortbeweegt is wel bijzonder; dit is maar van weinig vlinders bekend. De meeste processievormende rupsen komen uit de onderfamilie Thaumetopoeinae. Ook uit andere groepen van vlinders zijn echter rupsen bekend die zich in groepen voortbewegen, zoals uit de familie nachtpauwogen (Saturniidae).
Het verspreiden van brandharen komt eveneens voor bij soorten uit verschillende families, zoals de eerder genoemde nachtpauwogen en de familie spinneruilen (Erebidae). Een voorbeeld van een soort uit de laatste familie is de bastaardsatijnvlinder, die sterk irriterende brandharen heeft en net als de eikenprocessierups spinselnesten maakt. De plakker komt ook uit deze familie en maakt geen nesten maar bezit wel irriterende brandharen. Van de ongeveer 180.000 soorten vlinders is van een 150- tal bekend dat de rupsen huidirritaties kunnen veroorzaken door het afwerpen van brandharen. Een beruchte, niet-Europese soort is de rups van de Zuid-Amerikaanse vlinder Lonomia obliqua. Deze rupsen zijn verantwoordelijk voor meerdere doden per jaar in onder andere Brazilië, doordat de brandharen indirect zorgen voor hevige inwendige bloedingen. Van soorten uit het geslacht Hylesia is bekend dat biologen hevige pijnen aan de lippen en neus kregen bij het ontleden van de dieren.
De eikenprocessierups is uiterlijk lastig te onderscheiden van de sterk verwante dennenprocessierups. Deze soort leeft op naaldbomen en komt niet voor in Nederland, wel in delen van België.

## Verspreiding

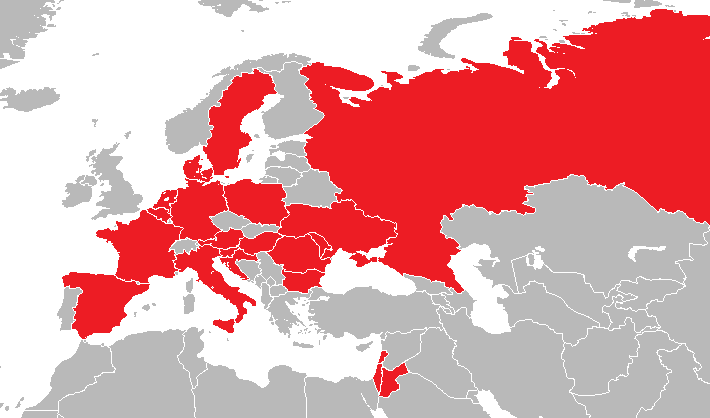
Landen waarvan bekend is dat de eikenprocessierups voorkomt. Dit is niet het exacte verspreidingsgebied.

De vlinder komt van oorsprong voor in Zuid- en Centraal-Europa, inclusief delen van Anatolië. Ook in Nederland en België behoort hij inmiddels tot de inheemse soorten.
In Europa komt de eikenprocessierups voor in België, Bulgarije, Denemarken, Duitsland, Frankrijk, Hongarije, Italië, Kroatië, Oostenrijk, Rusland, Moldavië, Nederland, Oekraïne, Polen, Roemenië, Slovenië, Spanje, Verenigd Koninkrijk (inclusief de Kanaaleilanden) en Zweden.
In het Verenigd Koninkrijk is de vlinder geïntroduceerd. De rupsen of de eieren zijn meegekomen met eikenbomen die geïmporteerd waren uit Europa. In Denemarken is de soort pas bekend vanaf 1996.
In het Midden-Oosten is de vlinder aangetroffen in de landen Jordanië, Libanon en Israël.
De eikenprocessierups verspreidt zich waarschijnlijk deels door de handel in planten. Het kan dan gaan om bijvoorbeeld boomkwekerijen van waaruit eieren of poppen meeliften met handelsgoed. De eieren en poppen kunnen overleven als ze enige tijd worden opgeslagen, bijvoorbeeld in opslagplaatsen voor haardhout. Als de poppen in een nieuwe omgeving terechtkomen, kunnen de uitsluipende vlinders zich gemakkelijk verspreiden in de omgeving.

### In België en Nederland
In België komt de vlinder in het gehele land voor, maar is in het noorden wel veel talrijker dan in het zuiden. Provincies waar de rups voor duidelijk meer overlast zorgt zijn Antwerpen, Limburg, Vlaams-Brabant en Oost-Vlaanderen. In Wallonië komt de vlinder sinds 2018 voor.
In Vlaanderen vertoonde het voorkomen van de eikenprocessierups sinds het begin van de jaren negentig herhaaldelijk een piek. In 2007 was er sprake van een plaag, vooral in de Belgische provincie Limburg, als gevolg van het warme voorjaar. De Belgische federale regering zette toen zelfs het leger in om de rupsen effectief te bestrijden.
Tussen 1820 en 1900 kwam de rups volgens de Catalogus der Nederlandse Macrolepidoptera van Barend Lempke in Nederland voor ten zuiden van grofweg de lijn Arnhem - Nijmegen - Vianen - Dordrecht, met als opmerking bij de opgaven onder andere 'in vrij grooten getale' en 'talrijk'. De Nederlandse entomoloog Johannes Theodorus Oudemans beschreef in 1900 dat in het jaar 1878 de weg van Nijmegen naar Heesch afgesloten werd door de hevige overlast van de processierups. Ook het vee vertoonde gezondheidsschade door de enorme hoeveelheid brandharen. Het daaropvolgende jaar echter werd de eikenprocessierups niet meer gezien. Waardoor de soort daarna lange tijd zo goed als verdween uit Nederland is niet duidelijk. Pas een eeuw later, in 1978, werden de rupsen door amateurbiologen gevonden ten zuiden van Hilvarenbeek. In 1988 werd de soort gesignaleerd in de omgeving van Reusel ten westen van Eindhoven.
Vanaf 1990 werd de rups in grote delen van zuidelijk Nederland aangetroffen, voornamelijk in de streken De Peel en Kempen. De soort verspreidde zich snel verder over de zuidelijke provincies. In 1996 werd door onderzoekers voor het eerst van een plaag gesproken. In dat jaar deed zich een grote uitbraak voor in delen van Noord-Brabant. Een jaar later werden er veel minder gezien, maar het insect verdween niet; zowel in 2007 als in 2012 was er plaatselijk weer sprake van een plaag. De rups kwam daarna ook steeds veelvuldiger boven de grote rivieren voor; al in 2010 werden nesten gevonden in de stad Groningen en in 2018 zijn ze ook in Leeuwarden aangetroffen. Anno 2019 is er sprake van een jaarlijks terugkerende ernstige overlast in grote delen van het land.

### Waarnemingen
In Nederland zijn veruit de meeste waarnemingen bekend van de rupsen van alle landen binnen het verspreidingsgebied. In de onderstaande tabel zijn de waarnemingen van de eikenprocessievlinder opgenomen in verschillende tijdvakken in België en Nederland, Duitsland is voor de volledigheid ook opgenomen. Bron: RIVM.
| Land      | 1750 - 1910 | 1911 - 1970 | 1971 - 2008 | Totaal |
| --------- | ----------- | ----------- | ----------- | ------ |
| België    | 6           | 1           | 836         | 843    |
| Nederland | 57          | 3           | 3220        | 3280   |
| Duitsland | 23          | 126         | 489         | 638    |

## Habitat
De habitat bestaat uit gebieden waarin eikenbomen groeien, zoals bossen, tuinen en lanen.
Verschillende eikensoorten worden binnen het areaal wel gebruikt als waardplant, zoals de wintereik (Quercus petraea), de donzige eik (Quercus pubescens), de pyreneeëneik (Quercus pyrenaica), de hulsteik (Quercus coccifera) en de soorten Quercus boissieri en de Hongaarse eik (Quercus frainetto).
De rups wordt in België en Nederland vooral gesignaleerd in zomereiken langs lanen in steden en dorpen, erfbeplantingen op campings en landgoederen in bosrijke omgevingen. In bossen wordt de rups ook waargenomen, maar in mindere mate waardoor de overlast er beperkter is. Dit komt omdat de rupsen liever in bomen zitten die veel zonlicht ontvangen.
De volwassen vlinders zijn zwervers die geen specifieke habitat hebben.

## Voedsel

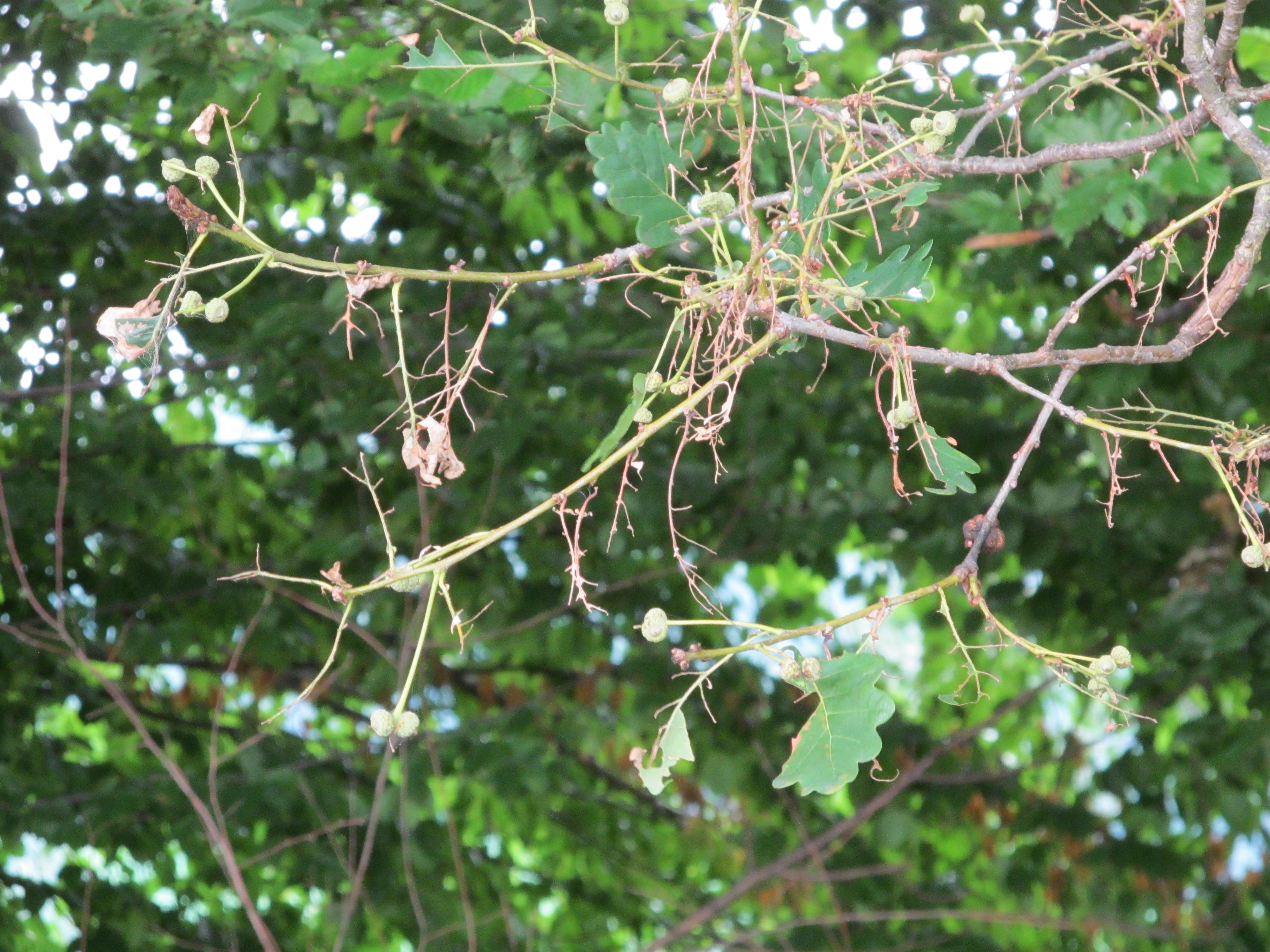
De rupsen kunnen een eik geheel kaalvreten.

De rups is bijzonder vraatzuchtig en leeft van de bladeren van planten. De rups is monofaag en heeft een duidelijke voorkeur voor de bomen uit het geslacht eik (Quercus), vooral de zomereik (Quercus robur) en de moseik (Quercus cerris). Deze boomsoorten zijn de voornaamste waardplanten van de rups. Als de rupsen vroeg in het jaar uitkomen, beschikken ze vaak nog niet over voedsel. Ze kunnen tot twee weken zonder maaltijd overleven.
De rupsen verplaatsen zich 's nachts, op zoek naar voedsel. Hierbij lopen ze in meerdere rijen dicht achter elkaar aan als in een processie. Overdag zijn ze inactief en schuilen ze tegen de warmte in hun nest. De getalsmatige ontwikkeling van de rups wordt gestimuleerd door droge winters en droge, warme zomers. De vlinder heeft zo geprofiteerd van veranderingen in het klimaat.
De rupsen eten het liefst de jonge blaadjes en de knoppen. Na enige tijd zijn dergelijke voedselrijke delen echter volledig weggevreten en de rupsen beginnen dan aan de oudere bladeren. Er zijn waarnemingen bekend van bomen die geheel ontbladerd werden. Van aangetaste bomen is beschreven dat ze minder en kleinere eikels produceren. De rupsen eten niet het gehele blad maar alleen het bladmoes en de kleinere nerven; de centrale nerven van het blad worden met rust gelaten. Hierdoor blijft een soort 'bladskelet' achter waardoor de vraatschade van de eikenprocessierups makkelijk is te herkennen. De vrouwelijke rupsen eten gemiddeld meer bladeren dan de mannetjes. Doordat er hierdoor minder mast wordt afgezet kan dit nadelige gevolgen hebben voor andere dieren die geheel of gedeeltelijk van eikels leven zoals eekhoorns, muizen en wilde zwijnen.
In uitzonderlijke gevallen raakt de boom zo verzwakt dat deze uiteindelijk afsterft. De rupsen moeten dan zoeken naar een nieuwe voedselbron.
Hierdoor kan de rups ook in andere boomsoorten worden aangetroffen, zoals de beuk (Fagus), de berk (Bertula en Carpinus) en verschillende soorten kastanje (Castanea). Daarnaast wordt de rups soms aangetroffen op bomen als Corylus, meidoorn (Crataegus) en Robinia'. Er is ook wel beschreven dat de rupsen op naaldbomen leven, maar deze waarnemingen zijn vrijwel zeker gebaseerd op verwarring met de gelijkende dennenprocessierups. Soms stappen de rupsen uit eigen beweging over naar een andere boomsoort omdat de jonge eikenblaadjes op de voedselboom opgegeten zijn en er geen ander voedsel meer voorhanden is. Bij harde wind kan het ook voorkomen dat de nesten van de ene naar de andere boom(soort) overwaaien.
De volwassen vlinders eten niet meer, zijn hebben als rups een voedselvoorraad aangelegd voor enkele dagen tot ruim een week. Ze likken soms vloeistoffen op zoals nectar uit bloemen.

## Voortplanting en ontwikkeling

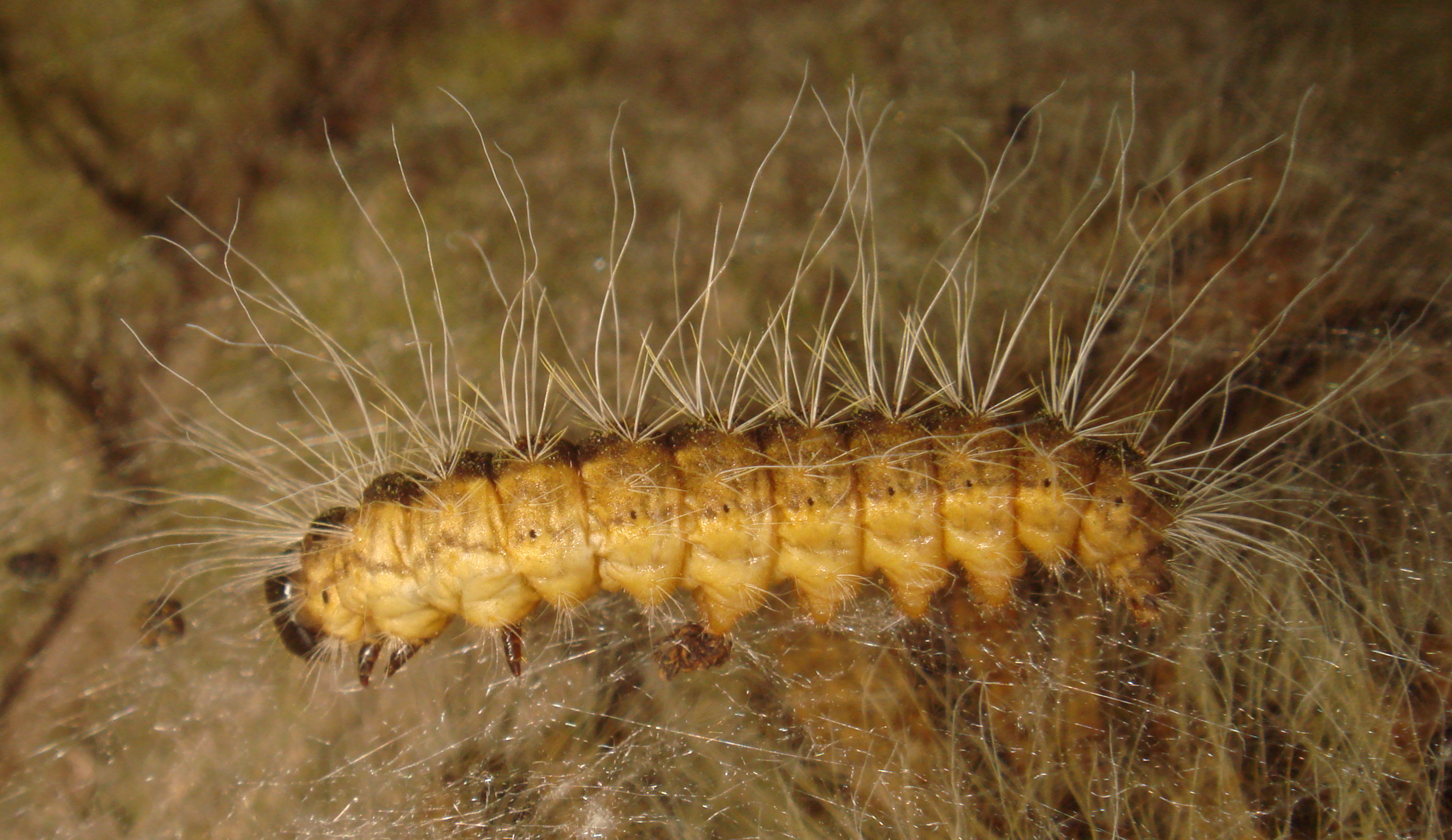
Jonge rupsen zijn oranje en bezitten nog geen brandharen.

De volwassen vlinders verzamelen zich rond augustus en september rond eikenbomen om te paren en de eieren af te zetten. De vlinders vliegen 's nachts en komen af op licht, vooral de mannetjes. Er zijn overwegend meer mannetjes dan vrouwtjes; uit een onderzoek uit Spanje bleek dat de verhouding mannetjes op vrouwtjes gelijk staat aan 1 op 0,59.
Net als bij veel andere vlinders blijven de vrouwtjes dikwijls rond hun geboortegrond en gaan de mannetjes op zoek naar een vrouwtje om te paren. De vrouwtjes verplaatsen zich doorgaans niet meer dan twee tot vier kilometer van hun geboorteplaats, maximaal tot tien kilometer. De mannetjes kunnen hierbij grote afstanden afleggen. Van een exemplaar werd vastgesteld dat de vlinder van Frankrijk naar Groot-Brittannië is gevlogen.
Het vrouwtje scheidt een geurstof af (feromonen) dat de mannetjes aantrekt. De mannetjes sterven vrijwel direct na de paring. De vrouwtjes zetten eerst hun eieren af op een of meerdere eikenbomen voordat ze doodgaan. Begin september zetten de vrouwtjesvlinders hun eitjes af in scheuren op de stam of op de takken van eikenbomen.
De eikenprocessierups is univoltien, dat wil zeggen dat er slechts een enkele generatie per jaar is. Ook alle andere ongeveer 40 processievlinders die in de wereld voorkomen kennen altijd een enkele generatie.

### Ei
De eieren zijn in vergelijking met andere soorten uit het geslacht Thaumetopoea relatief klein en hebben een puntige bovenzijde. De eieren hebben een diameter van ongeveer twee millimeter en hebben een dunne, harde schaal. Het aantal eieren per legsel varieert van dertig tot driehonderd.
De eitjes worden in een langwerpig, plakkaat-achtig spinselpakket afgezet aan de zuidzijde van een eik. Ze worden gewoonlijk gedeponeerd op takken die een leeftijd hebben van drie tot vijf jaar. Nadat ze zijn afgezet worden de eieren bedekt met een kleverige substantie.
Een deel van de eieren gaat verloren doordat ze niet uitkomen of als gevolg van parasitisme of predatie door andere dieren. Van een populatie in Bulgarije is beschreven dat 2,1 tot 4,5 procent van de eieren niet uitkomt, 1 tot 3,8 procent wordt opgegeten door vijanden en 0,2 tot 0,9 procent wordt aangetast door parasieten.
Gedurende de winter verblijft de processierups in het eistadium. De rupsen in het ei zijn in het najaar reeds volledig ontwikkeld binnen het ei maar komen alleen uit als de temperaturen in de volgende lente hoger worden. Het eistadium kan tot negen maanden duren. De eieren kunnen worden aangetroffen van augustus tot in april van het volgende jaar, daarna sluipen de rupsen uit.

### Rups
De eitjes komen vanaf april of mei uit, dit hangt samen met de bladontplooiing van de eik. Rond deze tijd ontwikkelen zich de eerste bladeren en knoppen aan de boom, ze zijn het voedsel voor de rupsen. Alle rupsen in een eipakket komen tegelijkertijd uit en ontwikkelen zich in hetzelfde tempo. Op een bepaalde eik kunnen wel verschillende nesten voorkomen die zich ieder in een ander ontwikkelingsstadium bevinden.
De larve vervelt vijf keer voordat de verpopping plaatsvindt. Er zijn hierdoor zes larvale stadia, die de instars worden genoemd. Tussen het uitkomen en de tweede vervelling van de rups zit ongeveer 25 dagen. Zodra de rupsen uitkomen maken ze een spinselnest dat in eerste instantie vrij onopvallend is en doet denken aan een spinnenweb. Het tweede instar van de rups is kleiner dan een centimeter. Na de derde vervelling verschijnen de brandharen in de donkere huidplooien aan de bovenzijde van de rups. Dergelijke rupsen zijn te zien van halverwege mei tot begin juli. De rupsen die het vijfde instar bereiken maken grotere nesten en spenderen minder tijd aan het eten van bladeren. De larvale stadia beslaan in totaal negen tot twaalf weken.
De rups van de eikenprocessievlinder kan slecht tegen koude en ook neerslag heeft een negatieve invloed op de levenswijze van de dieren. Bij te lage temperaturen en bij neerslag blijven de rupsen in het nest en kunnen dus niet eten. Als dergelijke omstandigheden lange tijd aanhouden gaat een groot deel van het nest verloren. De rupsen schuilen overdag op beschaduwde plekken in de boom, tegen de stam of tussen de takken. Ze liggen dan in een kluwen in hun nest en eten niet. Het nest wordt telkens weer opnieuw opgezocht, waarschijnlijk kunnen de rupsen het terugvinden door het volgen van hun spinseldraden. Het bevat vele vervellingshuiden en uitwerpselen, ook wel frass genoemd. Tijdens de schemering worden de rupsen actief en verplaatsen zich in colonnes naar boven. Ze zoeken de kruin van de boom op en eten de hele nacht van knoppen en bladeren. Tegen de ochtend kruipen ze weer naar hun nestplaats om uit het volle zonlicht te blijven.
De nesten variëren gewoonlijk van formaat tennisbal tot voetbal en bevatten tientallen tot honderden dieren. De grootste kunnen een meter in doorsnede bereiken en meer dan duizend rupsen herbergen. De rupsen kunnen tot begin juli gevonden worden, daarna trekken ze zich terug om te verpoppen.

### Pop en imago

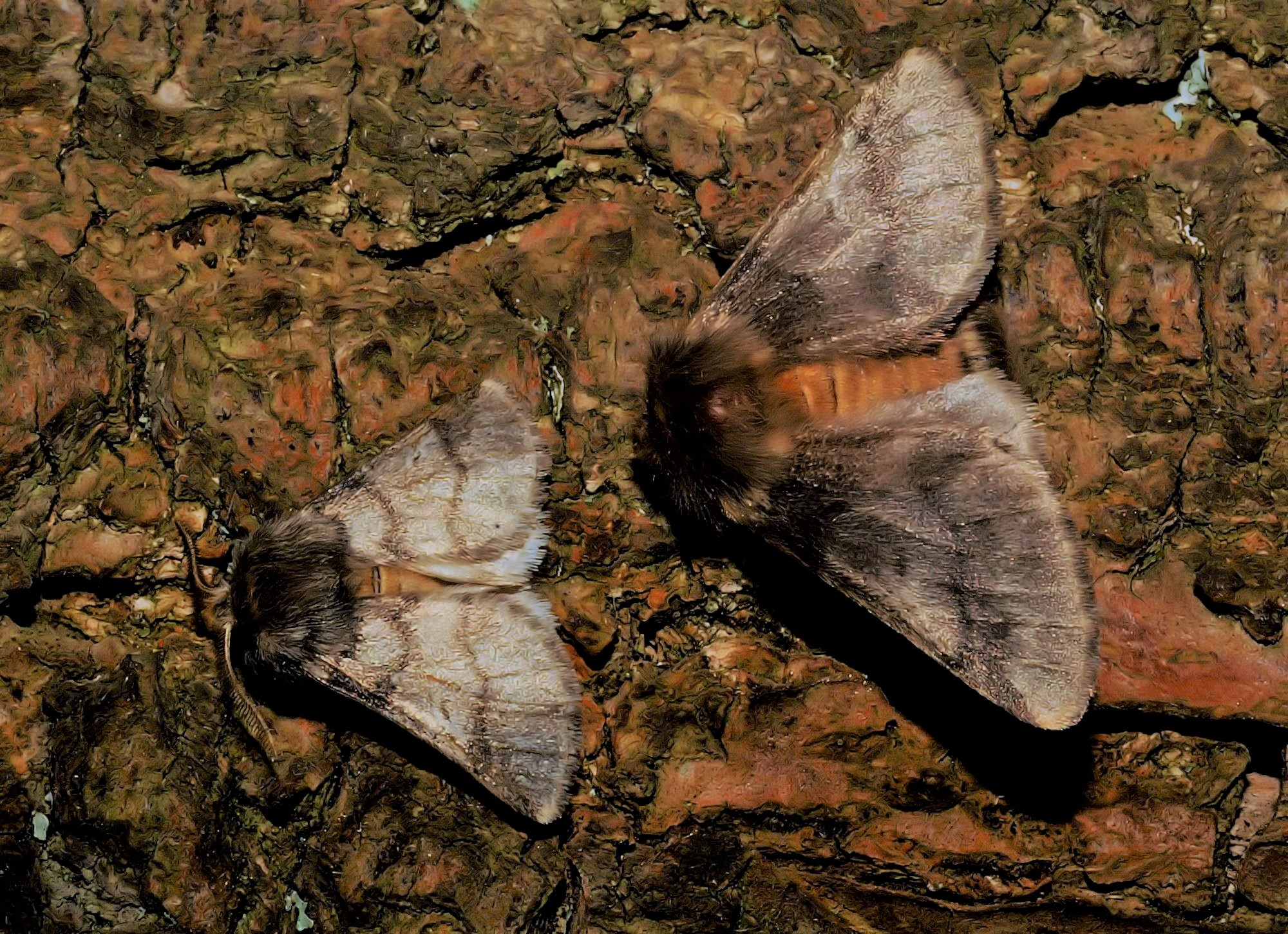
Koppeltje, mannetje links.

De verpopping vindt meestal plaats binnenin het nest, de rupsen blijven zo beschermd door de in het nest aanwezige brandharen. Bij hogere temperaturen maken de rupsen een nest op de bodem en verpoppen zij in de grond, waar het koeler is. De poppen zijn typisch voor vlinders; de aanleg van de poten en vleugels is duidelijk zichtbaar. De poppen zijn rond van boven en spits aan de onderzijde en hebben een dieprode kleur.
Het popstadium duurt 20 tot 46 dagen, gemiddeld ongeveer 40 dagen. In het popstadium is de vlinder inactief; de pop kan zich niet voortbewegen, eten of zich ontlasten. Soms gaat de pop in diapauze, een sluimerende toestand die langere tijd kan duren. Er zijn waarnemingen bekend van poppen die na één tot twee jaar uitkwamen.
Als de pop volledig is ontwikkeld, breekt de pophuid open en verschijnt het volwassen insect of imago; een bruingrijze, onopvallende nachtvlinder. De mannetjes sluipen gemiddeld iets eerder uit de pop dan de vrouwtjes.
Het imago - de volwassen vlinder - leeft ongeveer drie tot vier dagen, met uitschieters tot tien dagen. De vliegtijd van de volwassen vlinder loopt van juli tot september. Ook de volwassen vlinders hebben een lichaamsbeharing die bij mensen huidirritatie op kan wekken.

## Vijanden

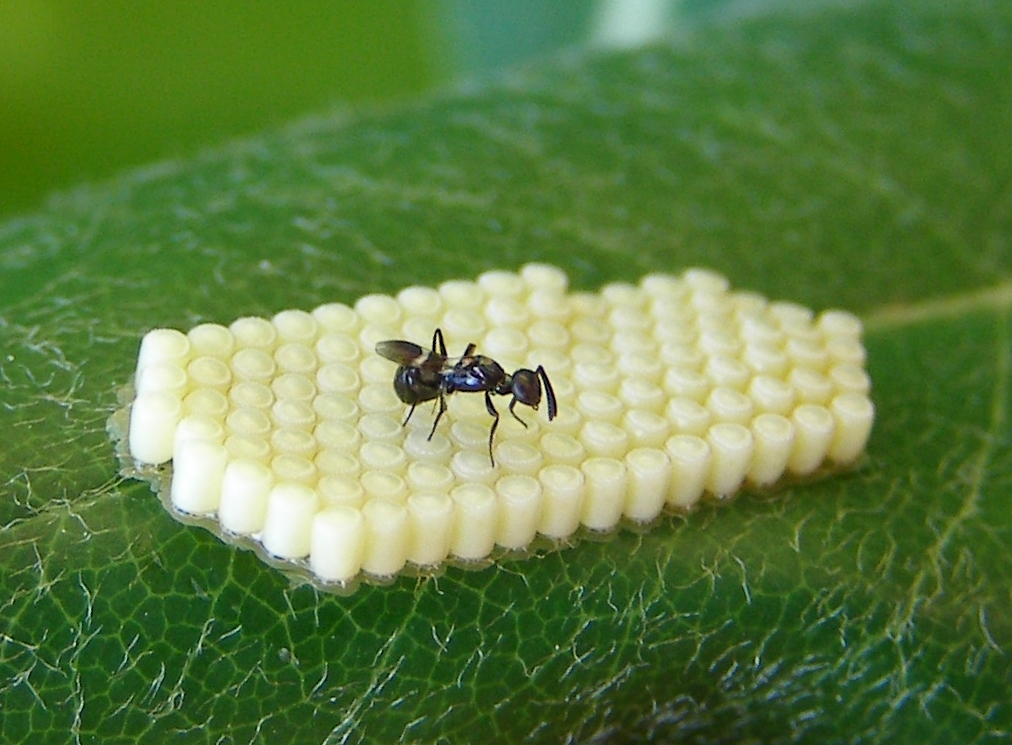
De bronswesp Anastatus bifasciatus parasiteert op vlindereieren. De eitjes op de afbeelding zijn overigens niet van de eikenprocessierups.

De belangrijkste vijanden van de rups zijn vogels, insecten en eencelligen zoals bacteriën. Ook verschillende virussen tasten de rups aan.

### Vogels
Veel vogels mijden harige rupsen en al helemaal als de haren deels uit brandharen bestaan. Er zijn echter een aantal vogels die juist graag processierupsen eten, zoals de koolmees en de koekoek. De koolmees slaat een buitgemaakte rups eerst een paar keer tegen een boom zodat de meeste brandharen worden afgeworpen. De koekoek is zelfs een specialist in het eten van harige, giftige rupsen. De maag van de vogel heeft een verstevigde maagwand die het spijsverteringsstelsel beschermt. De haren worden door middel van een braakbal uitgescheiden.
Ook van andere vogelsoorten is waargenomen dat ze specifiek de (eiken)processierups buitmaken. Voorbeelden zijn de pimpelmees, de boomklever, de kauw en de spreeuw.

### Vleermuizen
Naast vogels zijn ook vleermuizen belangrijke vijanden van de processierups. Zij laten de rupsen zelf met rust maar jagen op de nachtactieve vlinders. Een voorbeeld zijn de grootoorvleermuizen uit het geslacht Plecotus.

### Insecten
Verschillende insecten eten de rupsen van de vlinder, zoals larven van de groene gaasvlieg (Chrysoperla carnea). Ook sommige mieren zoals de kale bosmier (Formica polyctena) jagen op de vlinder en de verschillende stadia. Ten slotte zijn er ook een aantal kevers die gespecialiseerd zijn in het eten van rupsen en onder andere de eikenprocessierups buitmaken. Een voorbeeld is de grote poppenrover, deze kever is echter sinds de jaren vijftig in Nederland niet meer aangetroffen. In Duitsland speelt deze soort nog wel een rol in de natuurlijke bestrijding van de rups. In 2024 slaagde het Provinciaal Natuurcentrum in Belgisch-Limburg er voor het eerst in de grote poppenrover in West-Europa te kweken. Doelstelling is inzet bij de bestrijding van de eikenprocessierups.
Ook de rupsenaaskever (Dendroxena quadrimaculata) lust graag de larven van de vlinder. Vrij recentelijk, in 2012, werd ontdekt dat ook de larve van het tweestippelig lieveheersbeestje de rupsen lust en door de spinsels heen kan knagen.
De eikenprocessierups wordt verder geparasiteerd door verschillende bronswespen (Anastatus bifasciatus, Anastatus japonicus en Eurytoma verticillata), sluipvliegen (Blondelia nigripes, Carcelia iliaca, Compsilura concinnata, Masicera sphingivora, Pales processioneae, Phryxe semicaudata, Winthemia venusta, Zenillia libatrix) en sluipwespen (Heteropelma amictum, Ooencyrtus masii, verschillende soorten uit het geslacht Trichogramma en Pimpla hypochondriaca). De schildwesp Meteorus versicolor jaagt alleen op de rupsen.

### Parasieten
Van sommige parasieten is bekend dat ze succesvol kunnen zijn als ze worden ingezet bij het bestrijden van de rups. Een voorbeeld is de schildwesp Meteorus versicolor. Als de wesp echter in grote aantallen wordt verspreid, krijgen ook hyperparasieten een kans; dit zijn parasieten die weer op de schildwesp parasiteren. Dergelijke hyperparasieten drukken zo de rol van soorten die worden ingezet als biologisch bestrijdingsmiddel.
De eikenprocessierups heeft te lijden onder vele eencellige parasieten, zoals de bacterie Bacillus thuringiensis die voornamelijk de rupsen aantast. Deze soort wordt vaak ingezet als biologisch bestrijdingsmiddel. Ook verschillende parasieten die tot de aan de schimmels verwante Microsporidia behoren kunnen de rups doden. Onder andere soorten uit het geslacht Endoreticulatus. Ook de soort Nosema bombycis, die vooral bekend is vanwege de schade aan de zijderupsenteelt, kan onder laboratoriumcondities de eikenprocessierups infecteren.

## Verdediging en brandharen

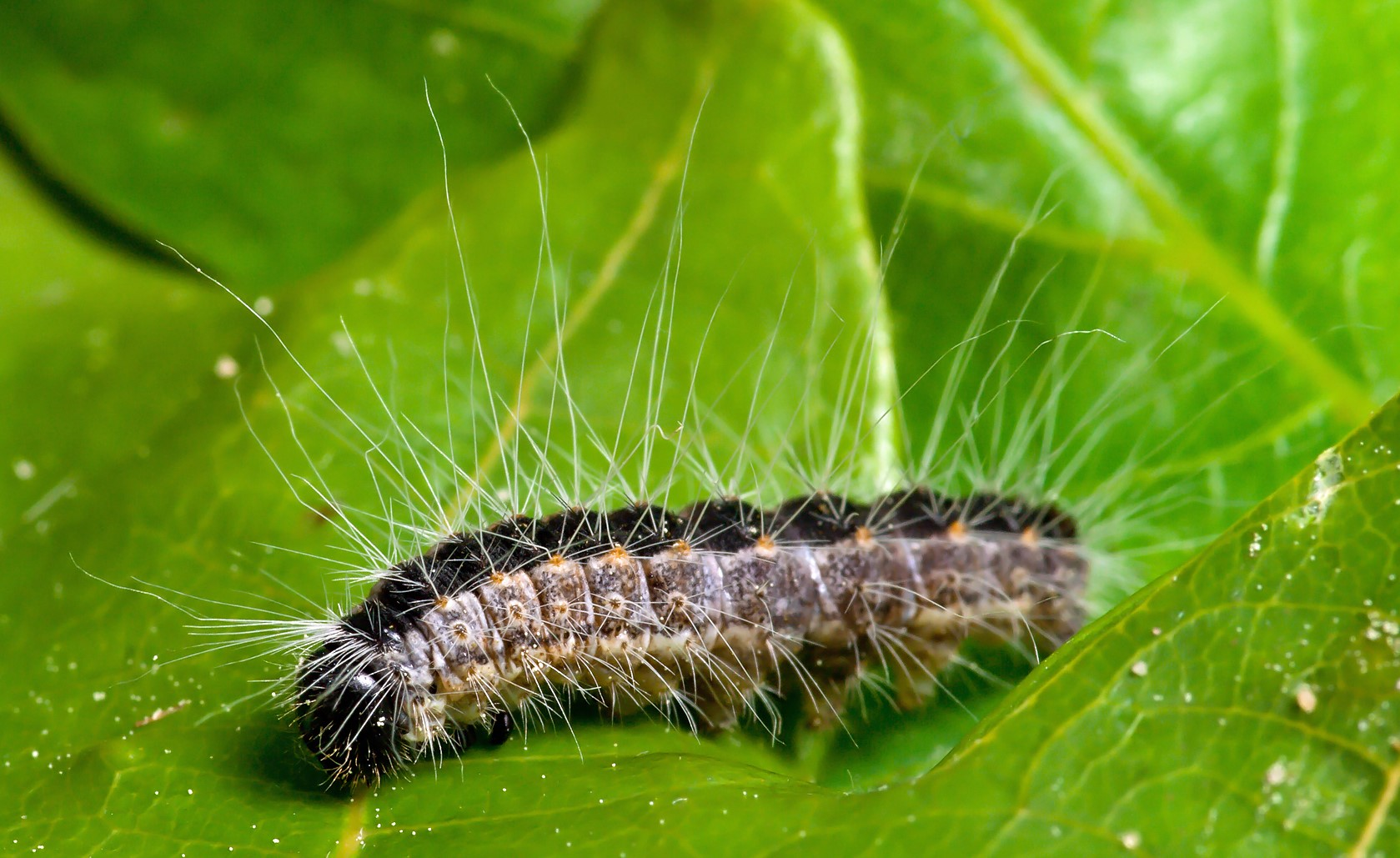
De lange, witte zichtbare haren zijn niet de gevaarlijke brandharen.

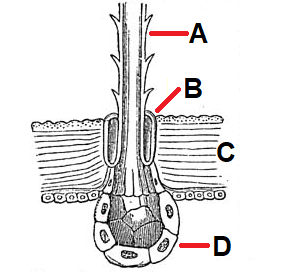
Schematische doorsnede van een brandhaar van de rups.

De meeste rupsen kennen een goede camouflage of houden zich verscholen. De processierups is echter zo giftig dat het dier geen enkele moeite doet om zich te verbergen. De rupsen kennen ook geen vorm van afweergedrag zoals piepende geluidjes of het zich uit de boom laten vallen zoals bekend is van veel rupsen die tot andere soorten behoren. Wel biedt het nest waarin ze zich steeds terugtrekken bescherming tegen vijanden vanwege de grote hoeveelheid opgeslagen brandharen in de vorm van afgeworpen vervellingshuidjes.
De brandharen van de rups zijn de enige vorm van verdediging. De haartjes dienen om insectenetende vogels en kleine zoogdieren op afstand te houden. De brandharen vormen voor de mens echter eveneens een potentieel gevaar voor de gezondheid. Iedere rups draagt tienduizenden tot honderdduizenden brandharen, en na iedere vervelling worden de haartjes vervangen door nieuwe exemplaren. Rupsen krijgen bovendien na iedere vervelling meer brandharen. De laatste stadia bevatten ongeveer 700.000 brandharen per rups.
De brandharen van de eikenprocessierups zijn gemiddeld langer dan die van andere soorten uit het geslacht Thaumetopoea waartoe de vlinder behoort, zoals Thaumetopoea pinivora en de dennenprocessierups (Thaumetopoea pityocampa). De brandharen zijn bestendig tegen hitte en koude en kunnen zes jaar nadat ze werden gevormd nog voor overlast zorgen.
De chemische structuren in de brandharen werden voor het eerst wetenschappelijk onderzocht in de jaren vijftig door Franse onderzoekers. Zij stelden vast dat de rupsen een reactie veroorzaakten die ervoor zorgt dat histamine vrijkomt in het bloed. In 1986 werden voor het eerst de eiwitten onderzocht die door de haarklieren werden uitgescheiden, eveneens door Franse wetenschappers. Zij ontdekten verschillende soorten eiwitten, waarvan er één in bijzonder hoge concentraties voorkwam; thaumetopoïne. Thaumetopoïne is een voor zoogdieren lichaamsvreemd eiwit dat een molecuulgrootte heeft van 28 kiloDalton. Uit testen met de huid van varkens bleek dat dit de veroorzaker was van de allergische reactie.
Het lichaam van de rups is bedekt met lange, witte haren die op roodachtige wratten staan ingeplant, dit zijn echter niet de brandharen. De brandharen of setae zijn ongeveer 0,2 tot 0,3 millimeter lang, zijn pijlvormig en hebben weerhaakjes waarmee ze zich makkelijk vastzetten in de huid of andere zachte weefsels.
De brandharen worden normaal gesproken bedekt door een huidplooi, maar bij verstoring wordt de plooi teruggetrokken en komen de brandharen bloot te liggen. De brandharen kunnen door grotere vertakte haren worden losgemaakt waarna ze zich in grote aantallen verplaatsen door de lucht. Ze komen makkelijk op de huid terecht waar ze kleine ontstekingen veroorzaken die zich manifesteren als kleine, rode bultjes. De bultjes kunnen leiden tot een hevige jeuk. Met name de slijmvliezen zijn gevoelig voor de brandharen. Als de haartjes in de ogen terechtkomen ontstaat een pijnlijke ontstekingsreactie.
De brandharen zijn daarnaast hol van binnen en voorzien van een gifklier aan de basis. Als de haartjes worden doorgeslikt of worden ingeademd kunnen ze ontstekingen van het maagdarmstelsel respectievelijk de luchtwegen veroorzaken. Het inademen van de haren kan leiden tot het opgeven van bloed. Dit kan in extreme gevallen leiden door de dood van mens of dier. Met name spelende kleine kinderen zijn kwetsbaar omdat zij de rupsen zonder schroom oppakken en ermee kunnen spelen.

## Overlast bij de mens

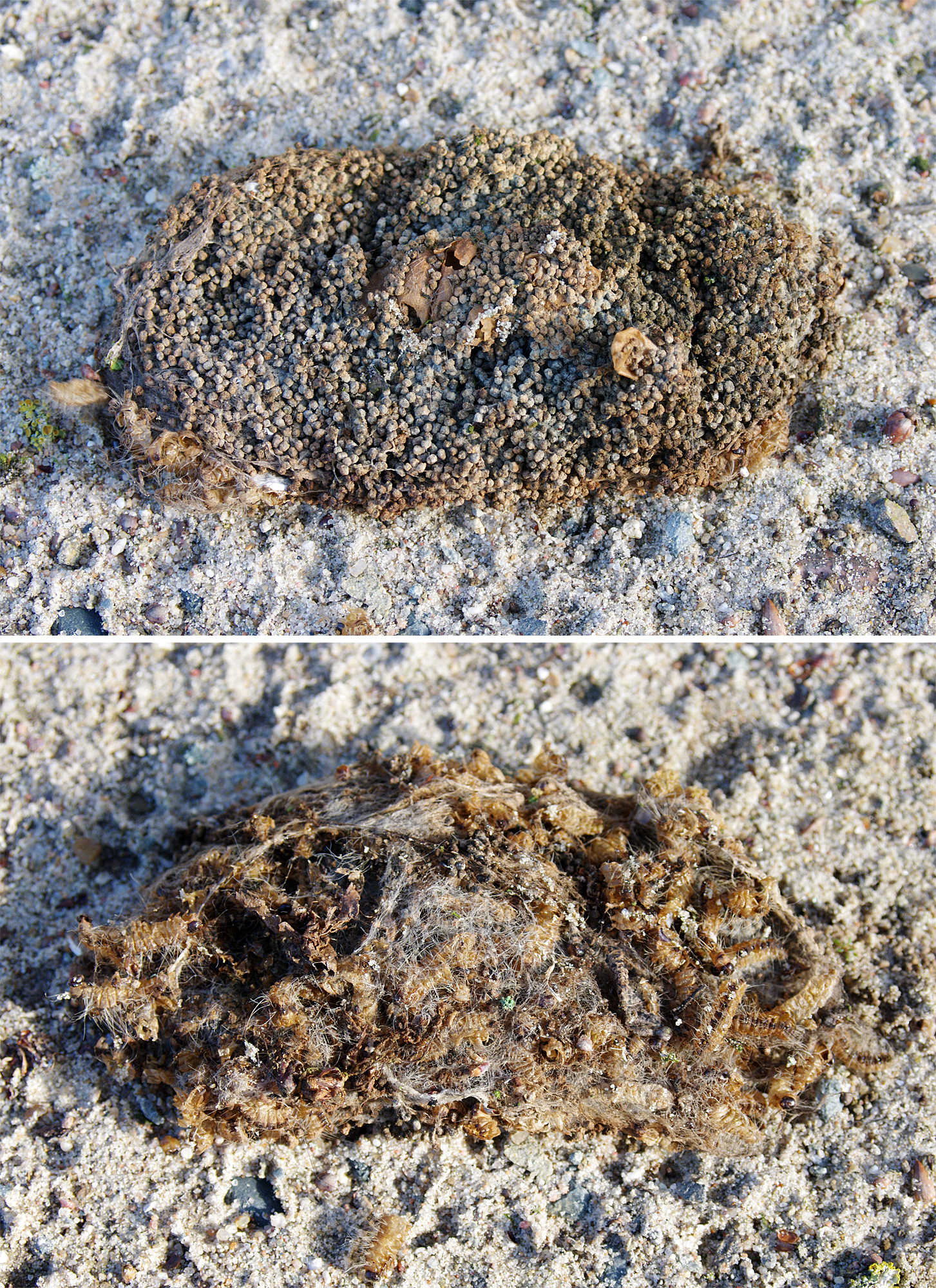
Een verlaten nest bevat nog de ontlasting (boven) en de vervellingshuidjes (onder) van de rupsen en kan nog jarenlang overlast geven.

De overlast die de brandharen van de rups kunnen veroorzaken was reeds bij de Romeinen bekend. De brandharen kunnen directe gezondheidsschade toebrengen maar kunnen ook zorgen voor indirecte overlast, zoals schade aan eikenbomen, ziekte bij huisdieren en vee zoals koeien en paarden en ten slotte kunnen gebieden waar veel rupsen voorkomen leiden tot klachten bij mensen in buitengebieden. Hierdoor kan een rupsenplaag een negatieve invloed hebben op campings, festivals en andere vormen van toerisme. Indien een deel van een bos veel processierupsen herbergt, kan het volledig ontoegankelijk worden voor het publiek door de enorme hoeveelheden brandharen in de lucht. Met name op dagen waarbij een harde wind waait zal de overlast toenemen.
De giftige stoffen die in de brandharen aanwezig zijn behoren tot de antigenen; dit zijn stoffen die op zichzelf niet giftig zijn maar wel een sterke allergische reactie veroorzaken. Het afweersysteem reageert heftig op het contact met dergelijke stoffen wat een orthoergische reactie wordt genoemd. De huidontstekingen die veroorzaakt worden door de eikenprocessierups worden aangeduid met processierups-dermatitis, eikenprocessierups-dermatitis, erucisme, rupsenziekte of rupsdermatose. Mensen die eerder contact hebben gehad met de brandharen zullen in de regel ernstigere klachten krijgen als ze wederom worden blootgesteld.
De rupsen hoeven niet te worden aangeraakt om in contact te komen met de brandharen: ook de verlaten nesten zitten vol met de microscopisch kleine haartjes. De haartjes verspreiden zich met de wind en kunnen zo in contact komen met wandelaars of fietsers. Blootstelling aan de brandharen kan plaatsvinden tot een afstand van 500 meter. Ook besmetting van wasgoed dat aan de waslijn hangt te drogen komt voor, evenals besmetting van tenten die zijn opgezet in de buurt van door de rups geïnfesteerde eiken. Ten slotte kunnen zelfs de trillingen die veroorzaakt worden door het verkeer de haartjes doen verspreiden.
De haren verschijnen vanaf ongeveer half mei tot eind juni op de rupsen. De haren blijven ook na het vertrek van de rupsen in de nesten, die aan de stammen en dikke takken hangen, aanwezig. Na jaren kunnen deze nesten bij aanraking nog overlast veroorzaken.
Niet alle personen zijn even gevoelig voor de brandharen. Soms kunnen andere verschijnselen ontstaan, namelijk braken, duizeligheid en koorts. In zeldzame gevallen kan een anafylactische shock optreden; dit is een hevige allergische reactie die levensbedreigend kan zijn als er niet medisch wordt ingegrepen.

### Huid
De brandharen veroorzaken verdikte delen van de huid (papels) die kleine blaasjes dragen (vesicula) welke hevige jeuk veroorzaken. Er kunnen tot honderden van dergelijke ontstekingsreacties ontstaan. Doordat vaak gekrabd wordt op de bultjes ontstaan korstjes (strofulus) die na enkele dagen afvallen. Na ongeveer een maand zijn deze veranderd in donker gekleurde plekjes. Ongeveer een week later verdwijnen deze vlekjes. Indien rode bultjes ontstaan op de huid als gevolg van blootstelling wordt aangeraden niet te krabben of te wrijven. Dit zorgt ervoor dat de haartjes dieper doordringen in de huid.

### Ogen
De ogen kunnen geïrriteerd raken door de brandharen, in ernstige gevallen kan een ontsteking van het bindvlies van de ogen ontstaan, dit wordt conjunctivitis genoemd. Soms komen patiënten voor waarbij de naaldjes in de oogbol terecht zijn gekomen door migratie. Ze veroorzaken dan chronische oogontstekingen die alleen operatief behandeld kunnen worden.
Eind juli 2019 werd bekend dat veel Nederlandse patiënten ernstige oogklachten kregen als gevolg van blootstelling aan de haartjes van de eikenprocessierups. Ongeveer een kwart van de ondervraagde oogartsen kreeg te maken met patiënten met aan de rups gelateerde oogklachten, variërend van rode ogen tot een sterk verminderd zicht. Bij tien van hen is blijvende oogschade ontstaan. Veel artsen bleken nog niet goed bekend met de symptomen van brandharen in het oog waardoor veel mensen verkeerd of te laat effectief werden behandeld.

### Luchtwegen
Doordat de haartjes zo klein zijn, kunnen ze tot diep in de longen doordringen in de longblaasjes. Hier kunnen ze astmatische bronchitis veroorzaken, een longaandoening die gekenmerkt wordt door een piepende ademhaling.
Een voorbeeld van een fataal geval betrof een jongen die al spelend in een boom klom en daarbij met vele rupsen in aanraking kwam. In 1997 werd een Nederlandse man onwel door de brandharen en moest meerdere malen gereanimeerd worden door de brandharen in de longen. Waarschijnlijk heeft het bestrijdingsmiddel diflubenzuron hierbij ook een rol gespeeld.

### Huisdieren en vee
Ook huisdieren zijn gevoelig voor de rupsenhaartjes, zoals honden en katten. De haartjes kunnen in ernstige gevallen blindheid veroorzaken, vooral honden zijn hier gevoelig voor. Honden die met een nest of nestrestant 'spelen' door deze bijvoorbeeld in de bek te nemen kunnen zeer ernstige schade aan de bek, tong en de slijmvliezen krijgen. In ernstige gevallen kan de hond zijn tong verliezen als gevolg van tongnecrose door de infectie.
Huisdieren zoals katten die in aanraking zijn gekomen met de brandharen door over de grond te rollen kunnen de haartjes door hun vacht het huis in brengen. Ook van honden is een dergelijk gedrag bekend. Een loslopende hond die in een kuil met daarin gedeponeerde rupsen terechtkwam, kreeg ernstige klachten aan de ogen en bek waarna de eigenaar het dier naar de dierenarts bracht. Het gevolg was dat na het consult ook de eigenaar, de arts en zijn assistente vele rode bultjes op de huid vertoonden.
Vee dat langs bosranden graast kan ernstige hinder ondervinden van de brandharen. In 2007 werden paarden ziek door het eten van hooi. Na analyse middels een elektronenmicroscoop bleek dat het hooi afkomstig was uit de Belgische provincie Limburg en besmet was met brandharen van de eikenprocessierups.
Op een veehouderij in Brabant werden een aantal gezonde paarden en schapen plotseling ziek, naar later bleek door de brandharen van de processierups. De meeste dieren vertoonden diarree en opgezwollen slijmvliezen, één schaap overleed aan de gevolgen ervan.
Tijdens een hevige uitbraak van 1878 waren de rupsen zo talrijk dat ze zelfs gras aten, waardoor de koeien in het grasland ontstekingen aan hun tong kregen. Van paarden is bekend dat als ze besmet hooi eten last kunnen krijgen van opgezwollen monddelen, blaren in de mond en keel, zwelling van de hals en het hoofd en ontstoken ogen.

## Bestrijding

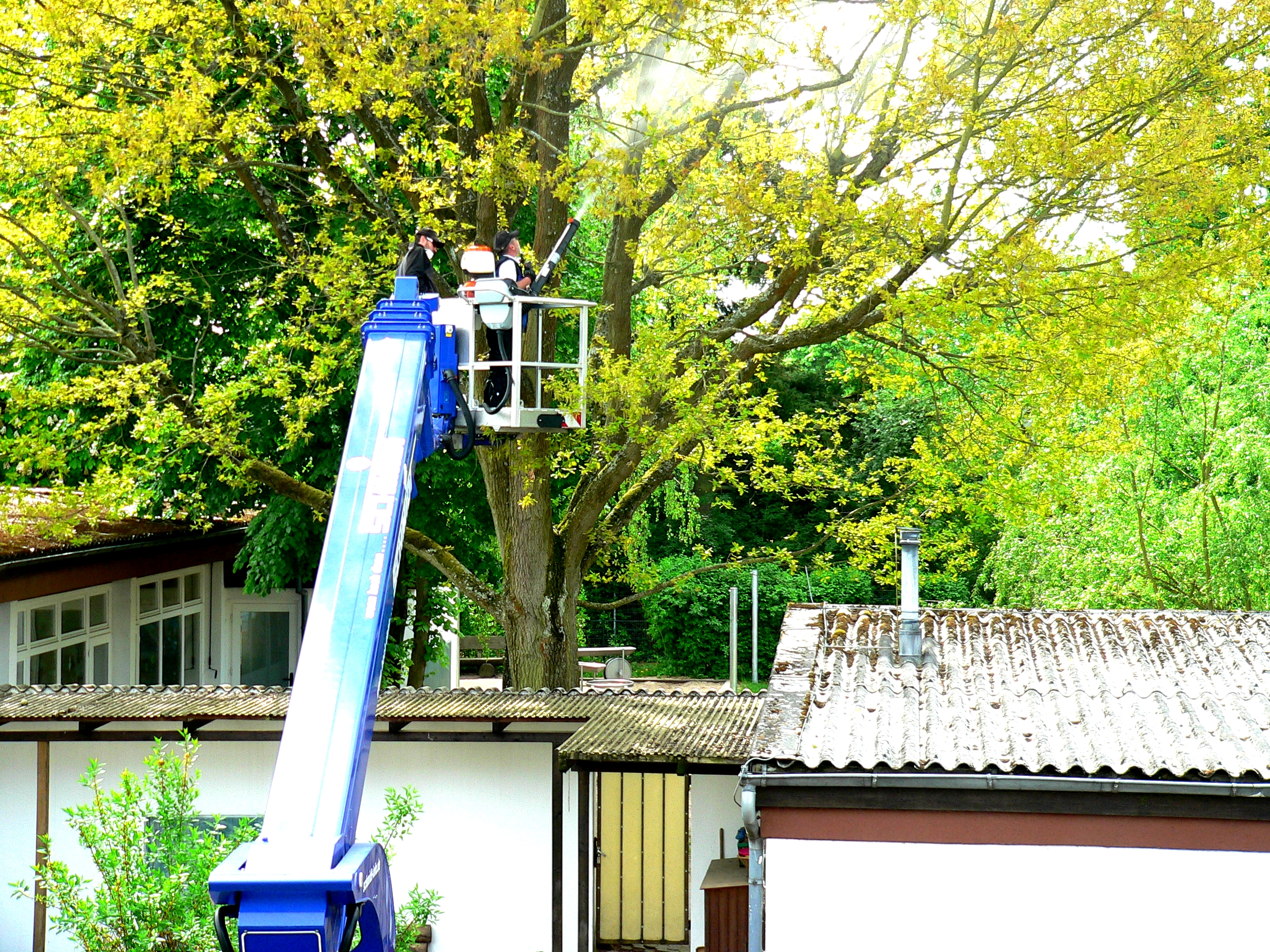
De rups wordt hier bestreden door een preparaat met de bacterie Bacillus thuringiensis op de bomen te spuiten

Vanwege de toenemende overlast worden verschillende methoden toegepast om de eikenprocessierups te bestrijden. Door vroegtijdig ingrijpen kan soms een plaag worden voorkomen. Dit gebeurt door een biologisch of chemisch bestrijdingsmiddel te spuiten in de toppen van eikenbomen waar eieren of de nesten van de rups zijn aangetroffen. Onderdeel van de bestrijding is het monitoren van de aanwezigheid van de rupsen om in kaart te brengen waar de overlast het grootst zal zijn. Hiertoe worden er vlindervallen geplaatst om de mogelijke overlast van het volgend jaar te kunnen voorspellen.
Het Nederlandse ministerie van Landbouw, Natuur en Voedselkwaliteit, heeft in 2012 een kennisplatform in het leven geroepen waar burgers zich kunnen informeren over de rups. Wageningen Universiteit onderzoekt sinds 2019 wat de beste methoden zijn om de rups te bestrijden.
De eikenprocessierups kan aangepakt worden met biologische bestrijding, mechanische bestrijding, thermische bestrijding of met chemische bestrijding. De toe te passen bestrijdingstechniek kan worden gekozen op basis de hoeveelheden rupsen, de bereikbaarheid ervan en de mate van overlast. Ook de mate van effectiviteit en de kosten zijn van belang. Sommige technieken kunnen worden gecombineerd.

### Biologische bestrijding

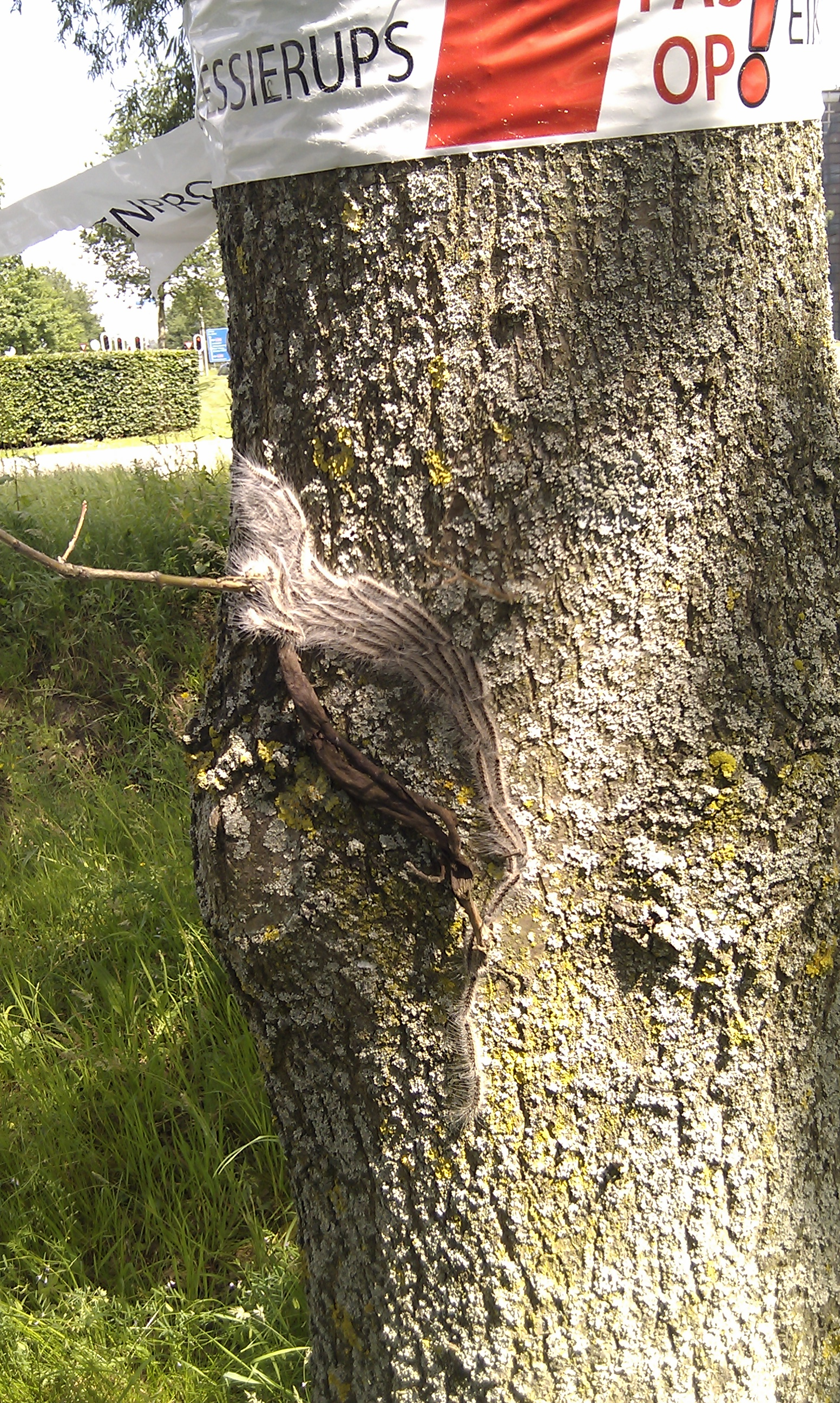
Eikenprocessierupsen beginnen aan hun 'processie'.

Natuurlijke predatoren nemen een deel van de bestrijding voor hun rekening. Vastgesteld is dat de koolmees graag eikenprocessierupsen en zelfs poppen ervan eet. Op veel plaatsen worden sinds 2015 in Nederland op risicoplaatsen mezennestkastjes opgehangen om de aanwezigheid van deze vogels te stimuleren.
Het aanleggen van bloemrijke bermen zorgt er voor dat het aantal natuurlijke vijanden van de eikenprocessierups toeneemt. Van insecten zoals sommige sluipwespen, kevers, en zweefvliegen is bekend dat ze de rupsen als prooi nemen. Een ander maaibeleid en het creëren van bermen met veel insecten levert een bijdrage aan de bestrijding.
Vaak worden preparaten van de bacterie Bacillus thuringiensis over de bomen en nesten gespoten, deze bacterie doodt de rupsen van de vlinder. Van het virus Smithiavirus pityocampae is bekend dat het de rupsen van de vlinders uit het geslacht Thaumetopoea aantast en uiteindelijk doodt. Ook eencellige wormen, nematoden of aaltjes genoemd, worden ingezet bij de bestrijding van de rups. Een belangrijk nadeel van dergelijke bestrijdingsmiddelen is wel dat ook andere vlinders en soms andere groepen van insecten worden getroffen.
Een project In Vlaanderen experimenteert vanaf 2022 met natuurlijke vijanden zoals de herintroductie van de grote poppenrover, een loopkever die eerder uitgestorven was in Vlaanderen maar voor dit project uit Turkije ingevoerd is. Daarnaast worden ook nestkastjes voor mezen en bermbeheer voor sluipwespen en sluipvliegen onderzocht.

#### Kritiek
Biologische bestrijdingsmiddelen kunnen risico's inhouden voor vee dat in naastgelegen percelen graast. In Noord-Brabant werd in 2005 een aantal gezonde paarden plotseling ziek. Een van de dieren moest uit zijn lijden verlost worden. Het bleek dat vlak ervoor een aantal eikenbomen was behandeld met een bestrijdingsmiddel tegen de eikenprocessierups dat een bacterie bevatte die de rups moest doden. Het is niet bekend of de dieren ziek werden als gevolg van blootstelling aan de vrijgekomen brandharen of door het bestrijdingsmiddel zelf.
Er is kritiek op de grootschalige inzet van biologische insecticides die niet alleen deze rups doden, maar alle rupsen, waaronder beschermde vlindersoorten. De helft van de Nederlandse gemeenten gebruikt het biologische insecticide om systematisch lange rijen eiken te bespuiten, en soms ook de bermen eronder. Met als gevolg dat ook de natuurlijke vijanden van de rupsen hun voedsel kwijt zijn, de biodiversiteit er flink omlaag gaat en de plaag van de eikenprocessierupsen de jaren nadien nog groter wordt.

### Mechanische bestrijding

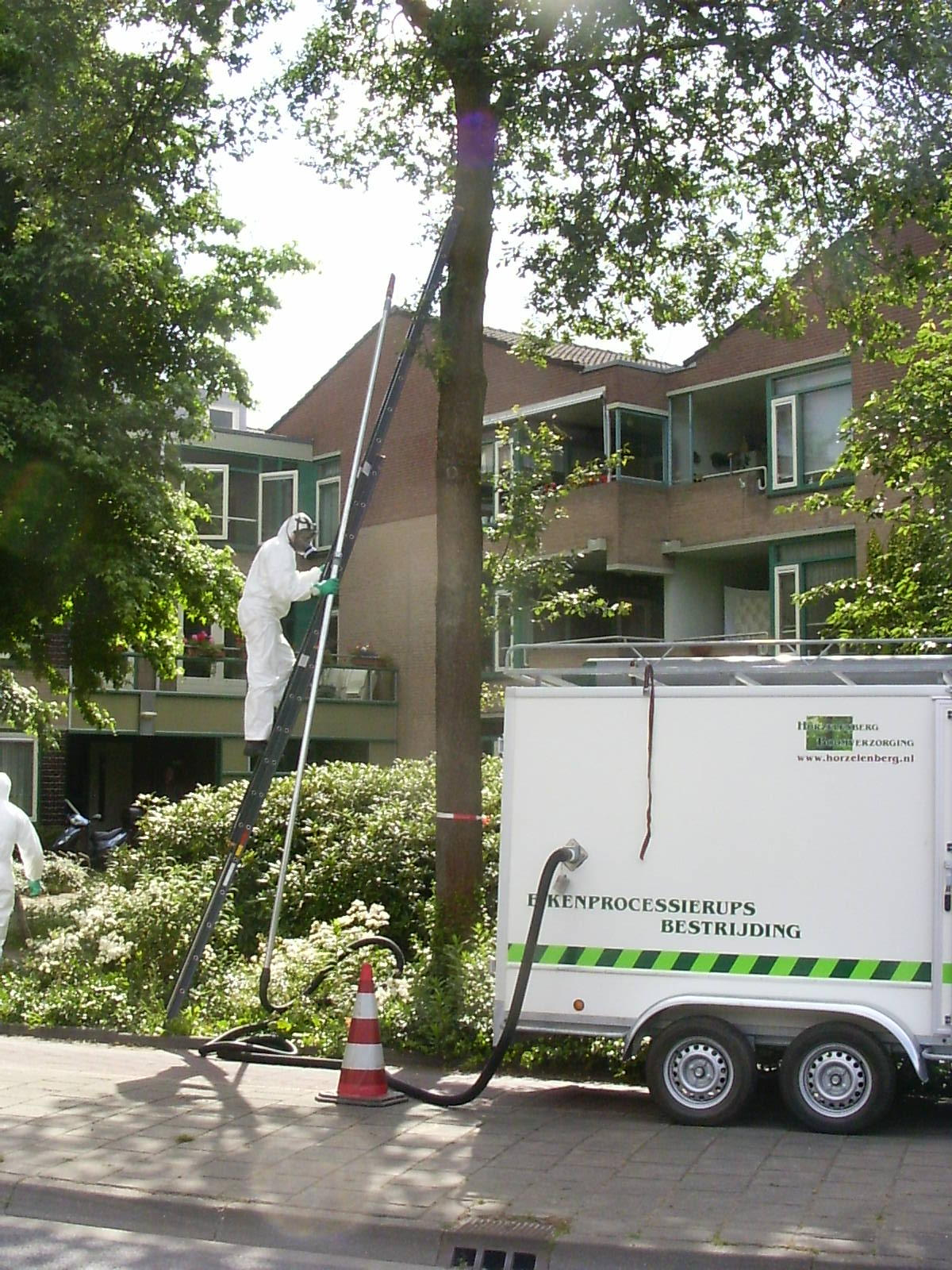
Het opzuigen van de rupsen door professionele bestrijders

Jonge rupsen hebben nog geen brandharen en kunnen zonder persoonlijke beschermingsmiddelen geruimd worden. Bestrijding van oudere rupsen, die wel brandharen bezitten, is specialistisch werk waarvoor gecertificeerde bedrijven worden ingezet. Een mechanische manier van bestrijding is het wegzuigen van de rupsen. Wegzuigen heeft het voordeel dat geen andere insectensoorten worden getroffen, wat met name bij gebruik van gif wel het geval is. De afgezogen rupsen kunnen worden begraven op een plaats die gedurende acht jaar onaangeroerd blijft, de brandharen zijn dan afgebroken. Ook kunnen ze in water worden gebracht, bijvoorbeeld door ze in een mesttank die voor een klein deel gevuld is met water te zuigen. De modderachtige massa van water, dode rupsen en nestrestanten kan worden gestort als bedrijfsafval. Ook kan het eikenprocessierups-afval bij hoge temperatuur worden verbrand. De nesten worden daartoe verzameld in kunststof vaten om een veilige verwerking in een verbrandingsoven mogelijk te maken.

### Thermische bestrijding
Onder thermische bestrijding wordt het verbranden van de rupsen verstaan. De rupsen kunnen direct aan de boom worden verbrand of worden opgezogen en meteen daarna bij een temperatuur van minimaal 600 graden Celsius worden verschroeid tot as. Indien de methode van zuigen en opvangen in water wordt toegepast is verbranden niet meer mogelijk omdat het residu te veel water bevat.
Thermische bestrijding heeft nadelen, zo komen er bij het wegbranden van de nesten veel brandharen vrij en kan de boom ernstig beschadigd raken. Ook is er kans op bermbranden door omlaag vallende nestdelen die de ondergroei in brand zetten.

### Chemische bestrijding
De rups kan worden bestreden met een plantenaftreksel van knoflook en ui.
Een proef met de inzet van het chemische bestrijdingsmiddel Vertimec, die in 2020 zou plaatsvinden, werd afgeblazen omdat dit niet-selectieve middel te veel schadelijke gevolgen zou hebben voor andere insecten en vogels.